# Référendum constitutionnel uruguayen de 1950
Un référendum constitutionnel a lieu le 26 novembre 1950 en Uruguay en même temps que les élections législatives et présidentielle. La population est amenée à se prononcer sur une initiative populaire portant sur un amendement constitutionnel.
La proposition est abandonnée par ses proposants, qui ne parviennent cependant pas à la retirer de la mise au vote populaire, entrainant un rejet record de 99,74 % des votants, pour une participation de 70,91 %.

## Mise en œuvre
Un projet d'amendement constitutionnel est porté par un groupe de collecte de signatures, qui parvient à recueillir les signatures nécessaires pour sa mise au vote. Les référendums d'initiative populaire sont en effet possibles en Uruguay, dont la constitution organise le cadre légal de cette forme de démocratie directe.
Les propositions populaires peuvent ainsi concerner des modifications de la constitution. En accord avec l'article 331 de cette dernière, les signatures d'au moins 10 % de l'ensemble des électeurs inscrits sur les listes électorales doivent pour cela être réunies. Les pétitionnaires peuvent alors soumettre leur projet au parlement, qui peut éventuellement proposer un contre-projet qui sera soumis au vote en même temps que la proposition populaire. 
Les signatures sont soumises au tribunal électoral, qui valide la procédure, avant que les initiateurs de la réforme ne finissent par abandonner le projet. La constitution ne prévoyant pas le cas d'un retrait de la proposition passé ce stade, celle-ci est malgré tout soumise au vote.

### Conditions
Bien que légalement contraignant, le projet doit pour être considéré valide recueillir la majorité absolue ainsi qu'un nombre de votes en sa faveur au minimum égal à 35 % du total des inscrits,

## Résultats
Le scrutin est organisé simultanément aux élections législatives et présidentielle de 1950. Les électeurs participant à ces élections ont ainsi la possibilité de prendre un bulletin en faveur de l'amendement proposé, et de le joindre à leurs bulletins de vote dans leurs enveloppe, ou de ne pas le faire. Seule la présence ou non du bulletin Oui en tant que vote favorable étant comptabilisée, les votes blancs ou nuls ne sont pas possibles.
| Choix             | Votants   | Votants | Inscrits | Inscrits |
| Choix             | Voix      | %       | %        | Quorum   |
| ----------------- | --------- | ------- | -------- | -------- |
| Pour              | 2 128     | 0,26    | 0,18     | 35 %     |
| Contre ou neutre  | 826 375   | 99,74   | 70,74    |          |
|                   |           |         |          |          |
| Total des votants | 828 403   | 100,00  | 70,91    |          |
| Abstentions       | 339 803   |         | 29,09    |          |
| Inscrits          | 1 168 206 | 100,00  |          |          |

|                  |  | Contre 826 375 (99,74 %) |
| ▲                |  |                          |
| Majorité absolue |  |                          |